# Ding Junhui
Ding Junhui (chiń. 丁俊晖; pinyin Dīng Jùnhuī; ur. 1 kwietnia 1987, w Yixing, w prowincji Jiangsu) – zawodowy snookerzysta chiński, obecnie mieszkający w Wielkiej Brytanii. Wicemistrz świata z 2016 roku. Plasuje się na 8. miejscu pod względem zdobytych breaków stupunktowych w profesjonalnych turniejach, w sierpniu 2025 miał ich łącznie 701.

## Kariera
Ding rozpoczął grać w snookera w wieku 9 lat, kiedy to z nudów dołączył do gry ze swoim ojcem i jego kolegami. Ćwiczył 8 godzin dziennie, aby w roku 2003 zostać najwyżej notowanym zawodnikiem snookera w Chinach. W 2002 zdobył mistrzostwo świata amatorów w kategorii do lat 21.
W marcu 2005 uczcił swoje 18. urodziny awansem do finału turnieju rankingowego China Open w Pekinie, pokonując po drodze kilku zawodników z pierwszej szesnastki światowego rankingu: Petera Ebdona, Marco Fu i Kena Doherty. W finale pokonał wielokrotnego mistrza świata Stephena Hendry’ego 9:5. Było to jego pierwsze w karierze zwycięstwo w turnieju rankingowym.
W grudniu 2005 awansował do finału turnieju UK Championship w Yorku, pokonując po drodze m.in. Joe Perry’ego, Paula Huntera i Jimmy’ego White’a; 18 grudnia pokonał w finale Steve’a Davisa 10:6.
W sierpniu 2006 pokonał w finale Northern Ireland Trophy Ronnie O’Sullivana 9:6.
14 stycznia 2007 roku zdobył breaka maksymalnego podczas turnieju Masters. W tym samym turnieju udało mu się dojść do finału, gdzie 21 stycznia 2007 zmierzył się z powracającym do życiowej formy Ronnie O’Sullivanem. Przegrał 3:10, oddając wszystkie frejmy wieczornej sesji (sesję popołudniową przegrał 3:5). Przy stanie 3:9 Chińczyk miał zamiar poddać mecz; podszedł z wyciągniętą ręką do sędziego Jana Verhaasa, jednak zdążył rozdzielić ich O’Sullivan, który złapał Chińczyka i wyprowadził z hali. Nakłonił go do dalszej gry i Ding wrócił na następnego, jednak ostatniego już frejma. Spotkanie kończył ze łzami w oczach – spowodowanymi niemożnością podjęcia równorzędnej walki z Anglikiem. Po meczu został pocieszony przez O’Sullivana i swoich fanów; pośpiesznie odebrał nagrodę za maksymalnego breaka, po czym szybko opuścił Wembley Arena.
W październiku 2008 w finale World Series of Snooker w Warszawie zwyciężył z Kenem Dohertym 6:4.
Po dwóch słabszych sezonach powrócił do zwycięskiej formy w sezonie 2009/2010, kiedy to dotarł do finału Grand Prix, gdzie przegrał z Neilem Robertsonem 4:9. W kolejnym turnieju, UK Championship, przerwał trzyletnie pasmo bez końcowego sukcesu, pokonując w decydującym meczu Johna Higginsa 10:8.
Sezon 2013/2014 był wyjątkowo udany dla Dinga, wygrał 5 turniejów rankingowych i wspiął się na drugie miejsce na liście rankingowej. Mimo to, w następnym sezonie grał bardzo słabo, osiągając jedynie trzy półfinały.
W 2016 roku Ding Junhui został pierwszym Azjatą, który dotarł do finału mistrzostw świata. Został w nim pokonany 18-14 przez Marka Selby’ego. To jednak Ding wbił ostatnią 86 „setkę” turnieju tym samym wyrównując rekord z poprzedniego roku.

## Występy w turniejach w całej karierze
Dane na podstawie Snooker.org.

### Turnieje rankingowe
| Turnieje                     | 2003/ 04      | 2004/ 05      | 2005/ 06      | 2006/ 07      | 2007/ 08      | 2008/ 09      | 2009/ 10      | 2010/ 11      | 2011/ 12      | 2012/ 13      | 2013/ 14      | 2014/ 15      | 2015/ 16      | 2016/ 17      | 2017/ 18      | 2018/ 19      | 2019/ 20      | 2020/ 21      | 2021/ 22      | 2022/ 23      | 2023/ 24      | 2024/ 25      | 2025/ 26      |
| ---------------------------- | ------------- | ------------- | ------------- | ------------- | ------------- | ------------- | ------------- | ------------- | ------------- | ------------- | ------------- | ------------- | ------------- | ------------- | ------------- | ------------- | ------------- | ------------- | ------------- | ------------- | ------------- | ------------- | ------------- |
| Rankings                     | [ ii ]        | 76            | 62            | 27            | 9             | 11            | 13            | 5             | 4             | 11            | 10            | 2             | 4             | 9             | 4             | 6             | 10            | 12            | 8             | 32            | 17            | 8             | 6             |
| Riga Masters                 | nie rozegrano | nie rozegrano | nie rozegrano | nie rozegrano | nie rozegrano | nie rozegrano | nie rozegrano | nie rozegrano | nie rozegrano | nie rozegrano | nie rozegrano | Minor-Rank.   | Minor-Rank.   | A             | A             | A             | A             | nie rozegrano | nie rozegrano | nie rozegrano | nie rozegrano | nie rozegrano | nie rozegrano |
| China Championship           | nie rozegrano | nie rozegrano | nie rozegrano | nie rozegrano | nie rozegrano | nie rozegrano | nie rozegrano | nie rozegrano | nie rozegrano | nie rozegrano | nie rozegrano | nie rozegrano | nie rozegrano | NR            | 2R            | 2R            | 1R            | nie rozegrano | nie rozegrano | nie rozegrano | nie rozegrano | nie rozegrano | nie rozegrano |
| Championship League Snooker  | nie rozegrano | nie rozegrano | nie rozegrano | nie rozegrano | Nie-rank.     | Nie-rank.     | Nie-rank.     | Nie-rank.     | Nie-rank.     | Nie-rank.     | Nie-rank.     | Nie-rank.     | Nie-rank.     | Nie-rank.     | Nie-rank.     | Nie-rank.     | Nie-rank.     | A             | A             | A             | A             | A             | A             |
| Saudi Arabia Snooker Masters | nie rozegrano | nie rozegrano | nie rozegrano | nie rozegrano | nie rozegrano | nie rozegrano | nie rozegrano | nie rozegrano | nie rozegrano | nie rozegrano | nie rozegrano | nie rozegrano | nie rozegrano | nie rozegrano | nie rozegrano | nie rozegrano | nie rozegrano | nie rozegrano | nie rozegrano | nie rozegrano | nie rozegrano | 5R            | 6R            |
| Wuhan Open                   | nie rozegrano | nie rozegrano | nie rozegrano | nie rozegrano | nie rozegrano | nie rozegrano | nie rozegrano | nie rozegrano | nie rozegrano | nie rozegrano | nie rozegrano | nie rozegrano | nie rozegrano | nie rozegrano | nie rozegrano | nie rozegrano | nie rozegrano | nie rozegrano | nie rozegrano | nie rozegrano | 1R            | 3R            |               |
| European Masters             | LQ            | LQ            | LQ            | 1R            | NR            | nie rozegrano | nie rozegrano | nie rozegrano | nie rozegrano | nie rozegrano | nie rozegrano | nie rozegrano | nie rozegrano | WD            | A             | A             | QF            | A             | A             | A             | A             | Nie roz.      | Nie roz.      |
| English Open                 | nie rozegrano | nie rozegrano | nie rozegrano | nie rozegrano | nie rozegrano | nie rozegrano | nie rozegrano | nie rozegrano | nie rozegrano | nie rozegrano | nie rozegrano | nie rozegrano | nie rozegrano | 3R            | 2R            | A             | 1R            | 4R            | 3R            | 2R            | QF            | A             |               |
| British Open                 | LQ            | 3R            | nie rozegrano | nie rozegrano | nie rozegrano | nie rozegrano | nie rozegrano | nie rozegrano | nie rozegrano | nie rozegrano | nie rozegrano | nie rozegrano | nie rozegrano | nie rozegrano | nie rozegrano | nie rozegrano | nie rozegrano | nie rozegrano | A             | 2R            | 3R            | A             |               |
| Xi’an Grand Prix             | nie rozegrano | nie rozegrano | nie rozegrano | nie rozegrano | nie rozegrano | nie rozegrano | nie rozegrano | nie rozegrano | nie rozegrano | nie rozegrano | nie rozegrano | nie rozegrano | nie rozegrano | nie rozegrano | nie rozegrano | nie rozegrano | nie rozegrano | nie rozegrano | nie rozegrano | nie rozegrano | nie rozegrano | LQ            |               |
| Northern Ireland Open        | nie rozegrano | nie rozegrano | nie rozegrano | nie rozegrano | nie rozegrano | nie rozegrano | nie rozegrano | nie rozegrano | nie rozegrano | nie rozegrano | nie rozegrano | nie rozegrano | nie rozegrano | 1R            | A             | A             | A             | QF            | A             | 1R            | A             | A             |               |
| International Championship   | nie rozegrano | nie rozegrano | nie rozegrano | nie rozegrano | nie rozegrano | nie rozegrano | nie rozegrano | nie rozegrano | nie rozegrano | 2R            | W             | LQ            | 2R            | F             | 1R            | 3R            | QF            | Nie roz.      | Nie roz.      | Nie roz.      | QF            | W             |               |
| UK Championship              | LQ            | 1R            | W             | QF            | QF            | 2R            | W             | 2R            | QF            | 1R            | 4R            | 3R            | 1R            | 3R            | 1R            | 4R            | W             | 2R            | 2R            | F             | F             | 2R            |               |
| Shoot Out                    | nie rozegrano | nie rozegrano | nie rozegrano | nie rozegrano | nie rozegrano | nie rozegrano | nie rozegrano | Nie-rank.     | Nie-rank.     | Nie-rank.     | Nie-rank.     | Nie-rank.     | Nie-rank.     | A             | A             | A             | A             | A             | A             | A             | A             | A             |               |
| Scottish Open                | 2R            | nie rozegrano | nie rozegrano | nie rozegrano | nie rozegrano | nie rozegrano | nie rozegrano | nie rozegrano | nie rozegrano | MR            | Nie roz.      | Nie roz.      | Nie roz.      | A             | 3R            | 4R            | 3R            | QF            | LQ            | 2R            | 2R            | 3R            |               |
| German Masters               | nie rozegrano | nie rozegrano | nie rozegrano | nie rozegrano | nie rozegrano | nie rozegrano | nie rozegrano | QF            | 1R            | 2R            | W             | 1R            | LQ            | A             | QF            | QF            | 2R            | QF            | A             | LQ            | A             | WD            |               |
| World Grand Prix             | nie rozegrano | nie rozegrano | nie rozegrano | nie rozegrano | nie rozegrano | nie rozegrano | nie rozegrano | nie rozegrano | nie rozegrano | nie rozegrano | nie rozegrano | NR            | SF            | 2R            | F             | 2R            | 1R            | 2R            | DNQ           | 2R            | SF            | 1R            |               |
| Players Championship         | nie rozegrano | nie rozegrano | nie rozegrano | nie rozegrano | nie rozegrano | nie rozegrano | nie rozegrano | DNQ           | 2R            | W             | 1R            | 1R            | QF            | SF            | QF            | DNQ           | 1R            | 1R            | DNQ           | 1R            | 1R            | 1R            |               |
| Welsh Open                   | LQ            | 1R            | LQ            | 1R            | 3R            | 2R            | 1R            | QF            | W             | SF            | F             | 1R            | QF            | 1R            | 2R            | 4R            | 4R            | 2R            | 2R            | 1R            | 1R            | A             |               |
| Turkish Masters              | nie rozegrano | nie rozegrano | nie rozegrano | nie rozegrano | nie rozegrano | nie rozegrano | nie rozegrano | nie rozegrano | nie rozegrano | nie rozegrano | nie rozegrano | nie rozegrano | nie rozegrano | nie rozegrano | nie rozegrano | nie rozegrano | nie rozegrano | nie rozegrano | SF            | Nie roz.      | Nie roz.      | Nie roz.      | Nie roz.      |
| China Open                   | NH            | W             | SF            | 1R            | 2R            | 1R            | F             | SF            | SF            | 1R            | W             | SF            | LQ            | QF            | 3R            | 1R            | nie rozegrano | nie rozegrano | nie rozegrano | nie rozegrano | nie rozegrano | nie rozegrano | nie rozegrano |
| WST Pro Series               | nie rozegrano | nie rozegrano | nie rozegrano | nie rozegrano | nie rozegrano | nie rozegrano | nie rozegrano | nie rozegrano | nie rozegrano | nie rozegrano | nie rozegrano | nie rozegrano | nie rozegrano | nie rozegrano | nie rozegrano | nie rozegrano | nie rozegrano | A             | Nie roz.      | Nie roz.      | Nie roz.      | Nie roz.      | Nie roz.      |
| Indian Open                  | nie rozegrano | nie rozegrano | nie rozegrano | nie rozegrano | nie rozegrano | nie rozegrano | nie rozegrano | nie rozegrano | nie rozegrano | nie rozegrano | W             | 1R            | NH            | A             | A             | A             | nie rozegrano | nie rozegrano | nie rozegrano | nie rozegrano | nie rozegrano | nie rozegrano | nie rozegrano |
| Gibraltar Open               | nie rozegrano | nie rozegrano | nie rozegrano | nie rozegrano | nie rozegrano | nie rozegrano | nie rozegrano | nie rozegrano | nie rozegrano | nie rozegrano | nie rozegrano | nie rozegrano | MR            | 2R            | WD            | A             | 1R            | 1R            | QF            | Nie roz.      | Nie roz.      | Nie roz.      | Nie roz.      |
| World Open                   | LQ            | LQ            | LQ            | RR            | RR            | QF            | F             | QF            | 1R            | QF            | 3R            | Nie roz.      | Nie roz.      | 2R            | W             | 2R            | 3R            | Nie roz.      | Nie roz.      | Nie roz.      | F             | 3R            |               |
| Tour Championship            | nie rozegrano | nie rozegrano | nie rozegrano | nie rozegrano | nie rozegrano | nie rozegrano | nie rozegrano | nie rozegrano | nie rozegrano | nie rozegrano | nie rozegrano | nie rozegrano | nie rozegrano | nie rozegrano | nie rozegrano | DNQ           | WD            | DNQ           | DNQ           | SF            | QF            | SF            |               |
| Mistrzostwa świata           | LQ            | LQ            | LQ            | 1R            | 2R            | 2R            | 2R            | SF            | 1R            | QF            | 1R            | QF            | F             | SF            | QF            | 2R            | 2R            | 1R            | 1R            | 1R            | 1R            | 2R            |               |

### Turnieje nierankingowe
| Turnieje                    | 2003/ 04      | 2004/ 05      | 2005/ 06      | 2006/ 07      | 2007/ 08      | 2008/ 09      | 2009/ 10      | 2010/ 11      | 2011/ 12      | 2012/ 13      | 2013/ 14    | 2014/ 15    | 2015/ 16    | 2016/ 17 | 2017/ 18 | 2018/ 19 | 2019/ 20 | 2020/ 21 | 2021/ 22 | 2022/ 23 | 2023/ 24 | 2024/ 25 | 2025/ 26 |
| --------------------------- | ------------- | ------------- | ------------- | ------------- | ------------- | ------------- | ------------- | ------------- | ------------- | ------------- | ----------- | ----------- | ----------- | -------- | -------- | -------- | -------- | -------- | -------- | -------- | -------- | -------- | -------- |
| Paul Hunter Classic         | NH            | Pro-am Event  | Pro-am Event  | Pro-am Event  | Pro-am Event  | Pro-am Event  | Pro-am Event  | Minor-Rank.   | Minor-Rank.   | Minor-Rank.   | Minor-Rank. | Minor-Rank. | Minor-Rank. | Rank.    | Rank.    | Rank.    | A        | Nie roz. | Nie roz. | Nie roz. | Nie roz. | Nie roz. | Nie roz. |
| Shanghai Masters            | Nie roz.      | Nie roz.      | Nie roz.      | Nie roz.      | Rank.         | Rank.         | Rank.         | Rank.         | Rank.         | Rank.         | Rank.       | Rank.       | Rank.       | Rank.    | Rank.    | SF       | 2R       | Nie roz. | Nie roz. | Nie roz. | 2R       | QF       | QF       |
| Champion of Champions       | nie rozegrano | nie rozegrano | nie rozegrano | nie rozegrano | nie rozegrano | nie rozegrano | nie rozegrano | nie rozegrano | nie rozegrano | nie rozegrano | QF          | SF          | A           | SF       | 1R       | QF       | A        | QF       | 1R       | A        | QF       | 1R       |          |
| The Masters                 | 1R            | QF            | LQ            | F             | QF            | QF            | 1R            | W             | 1R            | 1R            | 1R          | 1R          | 1R          | QF       | 1R       | SF       | 1R       | 1R       | A        | A        | 1R       | QF       |          |
| Championship League Snooker | nie rozegrano | nie rozegrano | nie rozegrano | nie rozegrano | A             | RR            | RR            | RR            | W             | SF            | A           | A           | A           | A        | A        | RR       | A        | A        | RR       | A        | A        | A        |          |

### Inne odmiany snookera
| Turnieje                                 | 2003 /04      | 2004 /05      | 2005 /06      | 2006 /07      | 2007 /08      | 2008 /09 | 2009 /10 | 2010 /11 | 2011 /12 | 2012 /13 | 2013 /14 | 2014 /15 | 2015 /16 | 2016 /17 | 2017 /18 | 2018 /19 | 2019 /20 | 2020 /21 | 2021 /22 | 2022 /23 | 2023 /24 | 2024 /25 | 2025 /26 |
| ---------------------------------------- | ------------- | ------------- | ------------- | ------------- | ------------- | -------- | -------- | -------- | -------- | -------- | -------- | -------- | -------- | -------- | -------- | -------- | -------- | -------- | -------- | -------- | -------- | -------- | -------- |
| Mistrzostwa świata na sześciu czerwonych | nie rozegrano | nie rozegrano | nie rozegrano | nie rozegrano | nie rozegrano | A        | A        | A        | NH       | A        | A        | A        | 1R       | W        | 1R       | F        | QF       | Nie roz. | Nie roz. | W        | Nie roz. | Nie roz. | Nie roz. |

### Byłe turnieje rankingowe
| Irish Masters              | LQ            | LQ            | NH            | NR            | nie rozegrano | nie rozegrano | nie rozegrano | nie rozegrano | nie rozegrano | nie rozegrano | nie rozegrano | nie rozegrano | nie rozegrano | nie rozegrano | nie rozegrano | nie rozegrano | nie rozegrano | nie rozegrano | nie rozegrano | nie rozegrano | nie rozegrano | nie rozegrano | nie rozegrano | nie rozegrano | nie rozegrano | nie rozegrano |               |               |               |               |               |
| Northern Ireland Trophy    | Nie roz.      | Nie roz.      | NR            | W             | 3R            | 2R            | nie rozegrano | nie rozegrano | nie rozegrano | nie rozegrano | nie rozegrano | nie rozegrano | nie rozegrano | nie rozegrano | nie rozegrano | nie rozegrano | nie rozegrano | nie rozegrano | nie rozegrano | nie rozegrano | nie rozegrano | nie rozegrano | nie rozegrano | nie rozegrano | nie rozegrano | nie rozegrano | nie rozegrano | nie rozegrano |               |               |               |
| Wuxi Classic               | nie rozegrano | nie rozegrano | nie rozegrano | nie rozegrano | nie rozegrano | nierankingowy | nierankingowy | nierankingowy | nierankingowy | 1R            | 2R            | LQ            | nie rozegrano | nie rozegrano | nie rozegrano | nie rozegrano | nie rozegrano | nie rozegrano | nie rozegrano | nie rozegrano | nie rozegrano | nie rozegrano | nie rozegrano | nie rozegrano | nie rozegrano | nie rozegrano | nie rozegrano | nie rozegrano | nie rozegrano | nie rozegrano |               |
| Australian Goldfields Open | nie rozegrano | nie rozegrano | nie rozegrano | nie rozegrano | nie rozegrano | nie rozegrano | nie rozegrano | nie rozegrano | 1R            | 2R            | WD            | A             | A             | nie rozegrano | nie rozegrano | nie rozegrano | nie rozegrano | nie rozegrano | nie rozegrano | nie rozegrano | nie rozegrano | nie rozegrano | nie rozegrano | nie rozegrano | nie rozegrano | nie rozegrano | nie rozegrano | nie rozegrano | nie rozegrano | nie rozegrano | nie rozegrano |
| Shanghai Masters           | nie rozegrano | nie rozegrano | nie rozegrano | nie rozegrano | 2R            | 1R            | QF            | 2R            | 1R            | 1R            | W             | SF            | QF            | W             | WD            | Nie-rank.     | Nie-rank.     | Nie-rank.     | Nie-rank.     | Nie-rank.     | Nie-rank.     | Nie-rank.     | Nie-rank.     |               |               |               |               |               |               |               |               |
| Paul Hunter Classic        | NH            | Pro-am Event  | Pro-am Event  | Pro-am Event  | Pro-am Event  | Pro-am Event  | Pro-am Event  | Minor-Rank.   | Minor-Rank.   | Minor-Rank.   | Minor-Rank.   | Minor-Rank.   | Minor-Rank.   | A             | A             | A             | Nie-rank.     | Nie-rank.     | Nie-rank.     | Nie-rank.     | Nie-rank.     | Nie-rank.     | Nie-rank.     |               |               |               |               |               |               |               |               |

### Byłe turnieje nie-rankingowe
| Northern Ireland Trophy | Nie roz.      | Nie roz.      | 1R            | Rank.         | Rank.         | Rank.         | nie rozegrano | nie rozegrano | nie rozegrano | nie rozegrano | nie rozegrano | nie rozegrano | nie rozegrano | nie rozegrano | nie rozegrano | nie rozegrano | nie rozegrano | nie rozegrano | nie rozegrano | nie rozegrano | nie rozegrano | nie rozegrano | nie rozegrano | nie rozegrano | nie rozegrano | nie rozegrano | nie rozegrano | nie rozegrano |               |               |               |               |               |               |         |       |       |       |       |       |       |       |       |       |       |       |
| European Open           | Rank.         | Rank.         | Rank.         | Rank.         | SF            | nie rozegrano | nie rozegrano | nie rozegrano | nie rozegrano | nie rozegrano | nie rozegrano | nie rozegrano | nie rozegrano | Ranking       | Ranking       | Ranking       | Ranking       | Ranking       | Ranking       | Ranking       | Ranking       | Ranking       | Ranking       | Ranking       | Ranking       | Ranking       | Ranking       |               |               |               |               |               |               |               |         |       |       |       |       |       |       |       |       |       |       |       |
| Wuxi Classic            | nie rozegrano | nie rozegrano | nie rozegrano | nie rozegrano | nie rozegrano | W             | F             | F             | SF            | Ranking       | Ranking       | Ranking       | nie rozegrano | nie rozegrano | nie rozegrano | nie rozegrano | nie rozegrano | nie rozegrano | nie rozegrano | nie rozegrano | nie rozegrano | nie rozegrano | nie rozegrano | nie rozegrano | nie rozegrano | nie rozegrano | nie rozegrano | nie rozegrano | nie rozegrano | nie rozegrano | nie rozegrano | nie rozegrano | nie rozegrano | nie rozegrano |         |       |       |       |       |       |       |       |       |       |       |       |
| Premier League Snooker  | A             | A             | SF            | RR            | SF            | RR            | A             | RR            | F             | RR            | nie rozegrano | nie rozegrano | nie rozegrano | nie rozegrano | nie rozegrano | nie rozegrano | nie rozegrano | nie rozegrano | nie rozegrano | nie rozegrano | nie rozegrano | nie rozegrano | nie rozegrano | nie rozegrano | nie rozegrano | nie rozegrano | nie rozegrano | nie rozegrano | nie rozegrano | nie rozegrano | nie rozegrano | nie rozegrano |               |               |         |       |       |       |       |       |       |       |       |       |       |       |
| World Grand Prix        | nie rozegrano | nie rozegrano | nie rozegrano | nie rozegrano | nie rozegrano | nie rozegrano | nie rozegrano | nie rozegrano | nie rozegrano | nie rozegrano | nie rozegrano | 1R            | Rank.         | Rank.         | Rank.         | Rank.         | Rank.         | Rank.         | Rank.         | Rank.         | Rank.         | Rank.         | Rank.         | Rank.         | Rank.         | Rank.         | Rank.         | Rank.         | Rank.         | Rank.         | Rank.         | Rank.         | Rank.         | Rank.         |         |       |       |       |       |       |       |       |       |       |       |       |
| Shoot Out               | nie rozegrano | nie rozegrano | nie rozegrano | nie rozegrano | nie rozegrano | nie rozegrano | nie rozegrano | 1R            | 1R            | 1R            | A             | A             | A             | Ranking       | Ranking       | Ranking       | Ranking       | Ranking       | Ranking       | Ranking       | Ranking       | Ranking       | Ranking       | Ranking       | Ranking       | Ranking       | Ranking       | Ranking       | Ranking       | Ranking       | Ranking       | Ranking       | Ranking       | Ranking       | Ranking |       |       |       |       |       |       |       |       |       |       |       |
| China Championship      | nie rozegrano | nie rozegrano | nie rozegrano | nie rozegrano | nie rozegrano | nie rozegrano | nie rozegrano | nie rozegrano | nie rozegrano | nie rozegrano | nie rozegrano | nie rozegrano | nie rozegrano | 1R            | Rank.         | Rank.         | Rank.         | Rank.         | Rank.         | Rank.         | Rank.         | Rank.         | Rank.         | Rank.         | Rank.         | Rank.         | Rank.         | Rank.         | Rank.         | Rank.         | Rank.         | Rank.         | Rank.         | Rank.         | Rank.   | Rank. | Rank. | Rank. | Rank. | Rank. | Rank. | Rank. | Rank. | Rank. | Rank. | Rank. |

| Legenda tabeli wyników              | Legenda tabeli wyników       | Legenda tabeli wyników                     | Legenda tabeli wyników                                                              | Legenda tabeli wyników                     | Legenda tabeli wyników                     |
| ----------------------------------- | ---------------------------- | ------------------------------------------ | ----------------------------------------------------------------------------------- | ------------------------------------------ | ------------------------------------------ |
| LQ                                  | odpadnięcie w kwalifikacjach | #R                                         | odpadnięcie we wczesnej fazie turnieju (WR = runda dzikich kart, RR = faza grupowa) | QF                                         | przegrana w ćwierćfinale                   |
| SF                                  | przegrana w półfinale        | F                                          | przegrana w finale                                                                  | W                                          | zwycięstwo                                 |
| DNQ                                 | nie zakwalifikował/a się     | A                                          | nie brał/a udziału                                                                  | WD                                         | zrezygnował/a w trakcie turnieju           |
| Legenda oznaczeń w tabelach wyników |                              |                                            |                                                                                     |                                            |                                            |
| NH / Nie roz.                       | NH / Nie roz.                | Turniej nie odbył się.                     | Turniej nie odbył się.                                                              | Turniej nie odbył się.                     | Turniej nie odbył się.                     |
| NR / Nie-rank.                      | NR / Nie-rank.               | Turniej nie był zaliczany jako rankingowy. | Turniej nie był zaliczany jako rankingowy.                                          | Turniej nie był zaliczany jako rankingowy. | Turniej nie był zaliczany jako rankingowy. |
| R / Rank.                           | R / Rank.                    | Turniej był zaliczany jako rankingowy.     | Turniej był zaliczany jako rankingowy.                                              | Turniej był zaliczany jako rankingowy.     | Turniej był zaliczany jako rankingowy.     |
| MR / Minor-Rank.                    | MR / Minor-Rank.             | Turniej był zaliczany jako minor ranking.  | Turniej był zaliczany jako minor ranking.                                           | Turniej był zaliczany jako minor ranking.  | Turniej był zaliczany jako minor ranking.  |

1. ↑  Od sezonu 2010/11 ranking na początku sezonu.
2. ↑  Nowi zawodnicy w Main Tourze nie mają przypisanego rankingu.
3. ↑  Turniej nosił nazwę Riga Open (2014/2015–2015/2016).
4. 1 2  Turniej nosił nazwę Malta Cup (2004/2005–2007/2008).
5. ↑  Turniej nosił nazwę Players Championship (2003/2004).
6. ↑  Turniej nosił nazwę Players Tour Championship Grand Finals (2010/2011–2012/2013) oraz Players Championship Grand Final (2013/2014–2015/2016).
7. ↑  Turniej nosił nazwę LG Cup (2003/2004), the Grand Prix (2004/2005–2009/2010) oraz Haikou World Open (2011/2012–2013/2014).
8. ↑  Turniej nosił nazwę Grand Prix Fürth (2004/2005) i Fürth German Open (2005/2006–2006/2007).
9. ↑  Turniej nosił nazwę Six-red Snooker International (2008/2009) oraz Six-red World Grand Prix (2009/2010).
10. 1 2  The event ran under the name Jiangsu Classic (2008/2009–2009/2010).